# Garden Grove, California

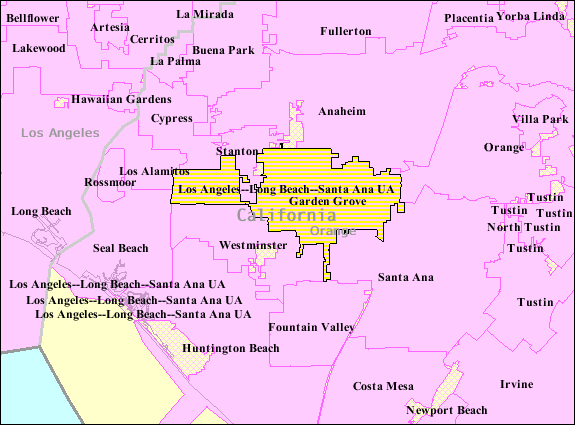
Bản đồ vị trí Garden Grove, California

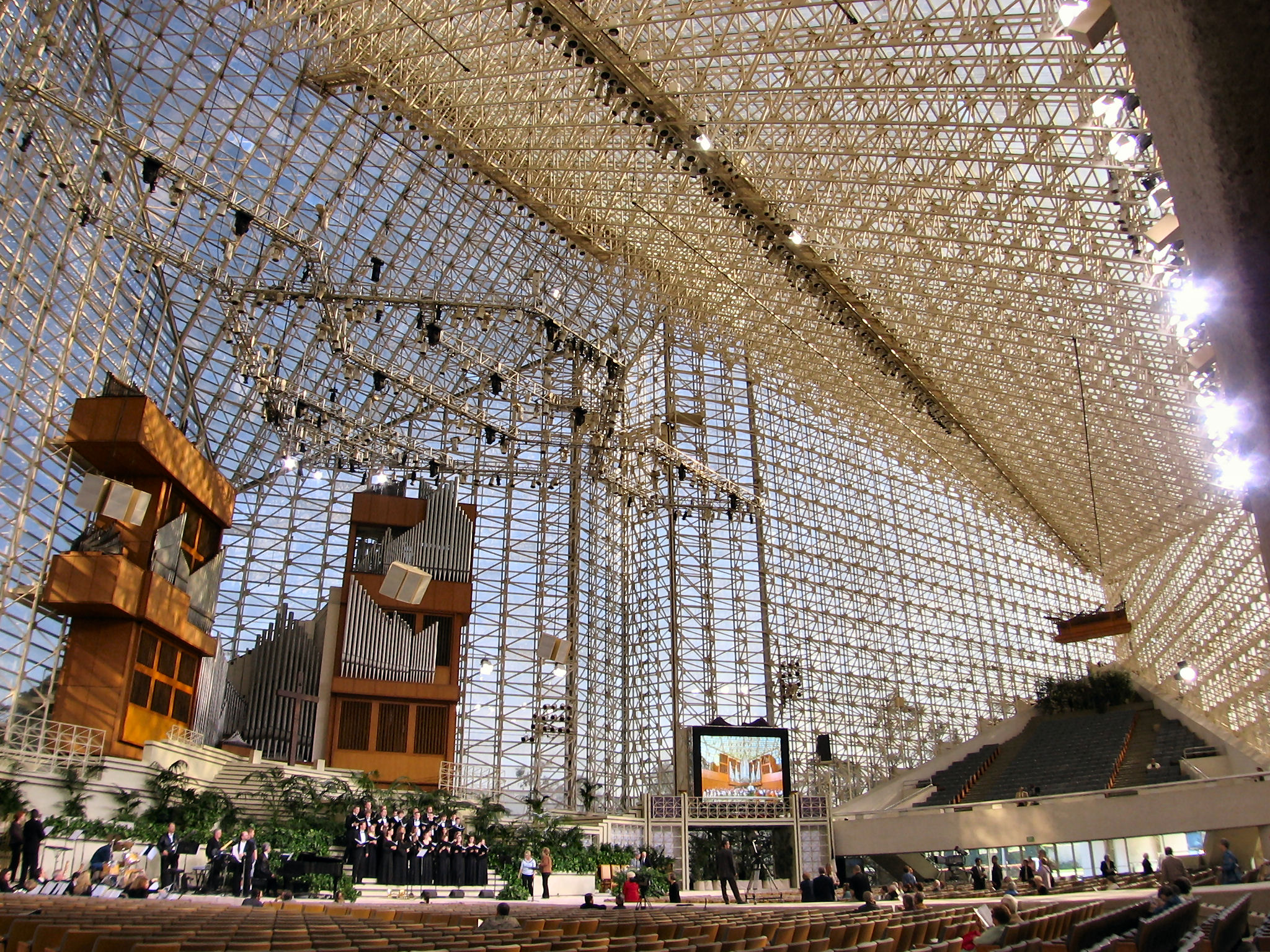
Nhà thờ chính tòa Pha Lê tại Garden Grove

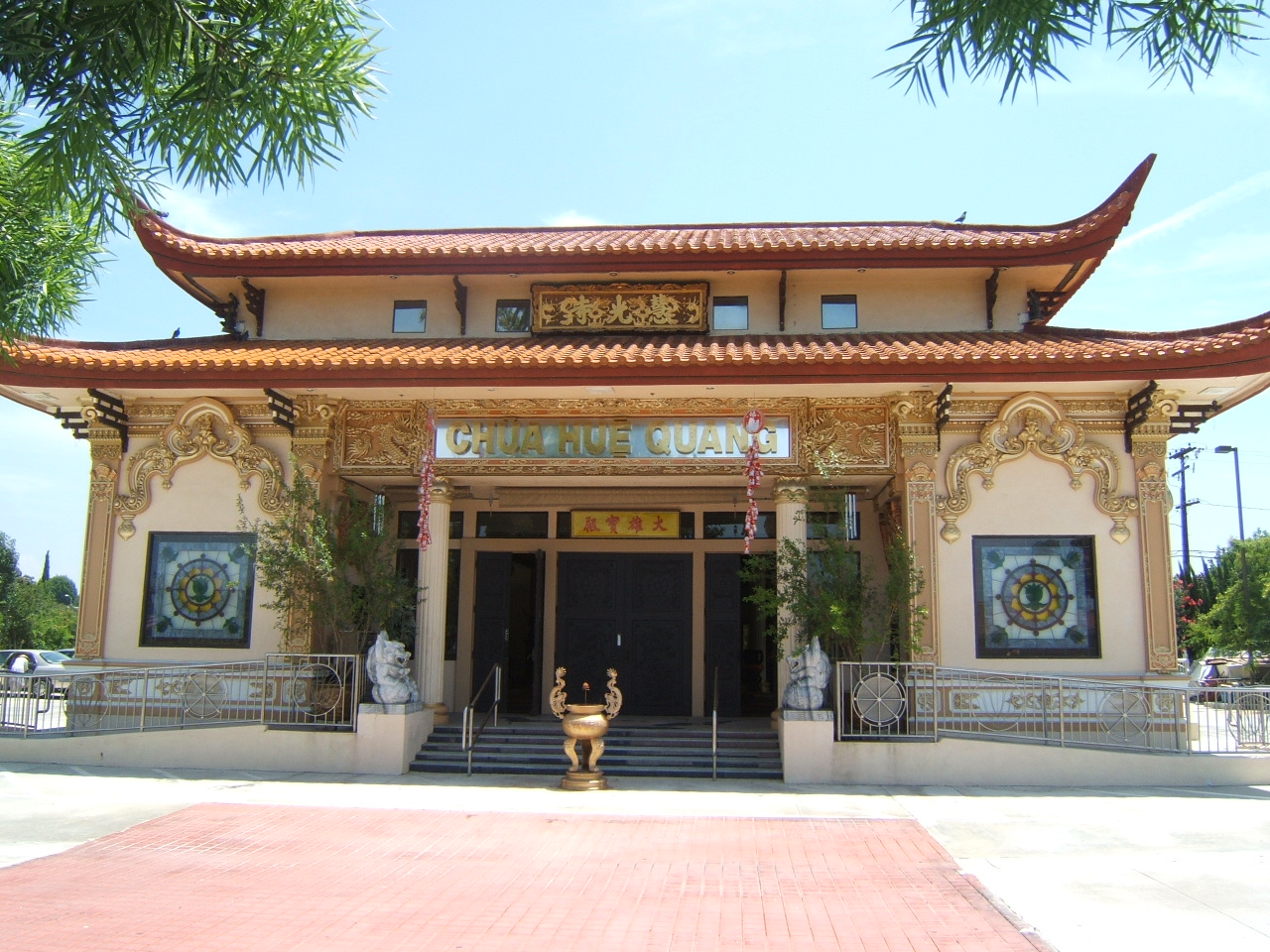
Chùa Huệ Quang, một ngôi chùa lớn của người gốc Việt tại Garden Grove

Garden Grove là một thành phố có trung tâm nằm giữa phần phía bắc của Quận Cam, California, Hoa Kỳ. Cho đến năm 2004, dân số thành phố là 170.000 người. Xa lộ tiểu bang California 22, cũng còn có tên là Xa lộ cao tốc Garden Grove (Garden Grove Freeway), đi ngang qua thành phố từ đông sang tây. Thành phố còn được biết đến ở ngoài khu vực miền Nam California là nơi có Nhà thờ chính tòa Chúa Kitô (còn gọi là Nhà thờ Pha lê, Crystal Cathedral).
Garden Grove là nơi cư ngụ với số lượng đáng kể người Mỹ gốc Việt cũng như người Mỹ gốc Hàn với trung tâm dọc theo Đại lộ Garden Grove ở phía tây Đường Brookhurst. Một phần của Garden Grove, một phần của Westminster và một phần của Santa Ana tạo thành Little Saigon, Quận Cam. Theo Điều tra Dân số Hoa Kỳ năm 2000, tổng số người Việt là 35.406 người hay 21,4% dân số thành phố.

## Lịch sử
Garden Grove do Alonzo Cook thành lập năm 1874. Một học khu và nhà thờ Phong trào Giám lý đã được tổ chức trong năm đó. Nó vẫn là một giao điểm nông thôn nhỏ cho đến khi đường sắt được mở năm 1905. Giao thông đường sắt đã giúp thị trấn thịnh vượng nhờ các vụ mùa cam, walnut, ớt và sau đó là dâu tây. Năm 1933, phần lớn khu thương mại trung tâm của thị trấn bị tàn phá bởi trận động đất Long Beach trong đó một người bị thiệt mạng. Sự bột phát sau Chiến tranh thế giới thứ hai đã dẫn đến sự phát triển nhanh, và Garden Grove được tổ chức thành một thành phố vào năm 1956 với khoảng 44.000 cư dân.
Năm 1960, dân số đã lên đến 85.000; năm 1970 là 120.000. Cuối thập niên 1970 và cả thập niên 1980 một con số khá lớn dân số Á châu (phần nhiều là người Việt Nam và Triều Tiên) bắt đầu thấy rõ trong khu vực. Trong những năm gần đây, Đại lộ Harbor đã trở thành một khu vực du lịch và vui chơi giải trí phát triển mạnh với 9 khách sạn cao tầng. Các cư dân nổi tiếng của Garden Grove gồm có diễn viên Steve Martin, nhà thám hiểm Steve Fossett và ngôi sao bóng chày Lenny Dykstra.
Thành phố có một cộng đồng biệt lập bên trong nó là Tây Garden Grove nằm ở phần cận tây của thành phố.
Lễ hội Dâu tây hàng năm (Strawberry Festival) trong những ngày cuối tuần của Lễ Tưởng niệm (Memorial Day) là một trong những lễ hội cộng đồng lớn nhất tại miền Tây Hoa Kỳ, hấp dẫn một con số người đi xem được ước tính là khoảng 250.000 du khách. Lễ hội kỷ niệm quá khứ nông nghiệp của thành phố, bao gồm nhưng vụ mùa như ớt, cam, trứng, walnut và dâu tây. Một đồng dâu tây vẫn còn lại trong phạm vi thành phố tại Đường Euclid và Đường Hazard.

## Địa lý
Theo Cục Điều tra Dân số Hoa Kỳ, thành phố có tổng diện tích là 46,7 km² (18,0 mi²). Trong đó hầu như là mặt đất, chỉ có khoảng 0,1 km² (0,04 mi²) hay 0,11% là mặt nước.

## Nhân khẩu
Theo thống kê dân số năm 2000, thành phố có khoảng 165.196 người, 45.791 hộ, và 36.449 gia đình sống trong thành phố. Mật độ dân số là 3.539,5/km² (9.165,2/mi²). Có khoảng 46.703 đơn vị nhà ở với mật độ trung bình là 1.000,7/km² (2.591,1/mi²). Tỉ lệ chủng tộc của thành phố là 46,88% người da trắng, 30,92% người Á châu, 1,31% người da đen, 0,76% người bản thổ châu Mỹ, 0,65% người đảo Thái Bình Dương, 15,35% các chủng tộc khác, và 4,12% có từ hai hoặc nhiều chủng tộc hợp lại. 32.45% dân số là người nói tiếng Tây Ban Nha tính chung các chủng tộc.
Lợi tức trung bình của một hộ là 47.754 đô la Mỹ, và lợi tức trung bình của một gia đình là 49.697 đô la. Nam có lợi tức trung bình là 33.295 đô la trong khi cho nữ là 26.709 đô la. Lợi tức tính mỗi đầu người là 16.209 đô la. Khoảng 10,5% gia đình và 13,9% dân số sống dưới mức nghèo khó, bao gồm 17,1% dưới 18 tuổi và 10,0% tuổi từ 65 trở lên.

## Chính quyền và chính trị
Trong số 65.208 cử tri đã đăng ký bỏ phiếu; 38,7% là thuộc Đảng Dân chủ và 39.8% thuộc Đảng Cộng hòa. Phần 21,5% còn lại từ chối cho biết mình thuộc đảng phái chính trị nào hoặc đăng ký là một trong nhiều đảng chính trị thiểu số khác.
Từ tháng 12 năm 2014, thị trưởng của thành phố là Bao Nguyen, và các ủy viên thành phố là Steve Jones, Phat Bui, Kris Beard và Christopher Phan. Hội đồng Thành phố họp vào ngày thứ ba của tuần thứ hai và tuần thứ tư mỗi tháng.

## Nghệ thuật và văn hóa
Garden Grove có 3 nhà hát đó là: Nhà hát Garden Grove, Nhà hát Gem và Nhà hát ngoài trời Festival. Nhà hát ngoài trời thường tổ chức Lễ hội Shakespeare hàng năm mỗi mùa hè. Tất cả thuộc sở hữu của thành phố Garden Grove, nhưng do các cơ quan nghệ thuật bên ngoài điều hành. Nhà hát Garden Grove do một nhóm bất vụ lợi cùng tên điều hành. Nhà hát Gem hiện tại không có ai điều hành thường trực nhưng Quỹ Cộng đồng Garden Grove đã xin phép được nắm giữ nhà hát.